# Hansle Parchment
Hansle George Parchment (Port Morant, 17 de junio de 1990) es un deportista jamaicano que compite en atletismo, especialista en las carreras de vallas.
Participó en dos Juegos Olímpicos de Verano, obteniendo dos medallas, bronce en Londres 2012 y oro en Tokio 2020, en la prueba de 110 m vallas.
Ganó dos medallas de plata en el Campeonato Mundial de Atletismo, en los años 2015 y 2023.

## Palmarés internacional
| Juegos Olímpicos   | Juegos Olímpicos      | Juegos Olímpicos  | Juegos Olímpicos |
| Año                | Lugar                 | Medalla           | Prueba           |
| ------------------ | --------------------- | ----------------- | ---------------- |
| 2012               | Londres (Reino Unido) | Medalla de bronce | 110 m vallas     |
| 2020               | Tokio (Japón)         | Medalla de oro    | 110 m vallas     |
| Campeonato Mundial |                       |                   |                  |
| Año                | Lugar                 | Medalla           | Prueba           |
| 2015               | Pekín (China)         | Medalla de plata  | 110 m vallas     |
| 2023               | Budapest (Hungría)    | Medalla de plata  | 110 m vallas     |